# Phaeocroides nanus
Phaeocroides nanus là một loài bọ cánh cứng trong họ Hybosoridae. Loài này được Arrow miêu tả khoa học năm 1942.